# Столњак
Столњак је тканина која се користи да се покрије сто. Неки су углавном украсни, што такође може помоћи у заштити стола од огреботина и мрља. Остали столњаци дизајнирани су тако да се стављају на трпезаријски сто пре него што се постави посуђе и храна.

## Облици и величине
Столњаци су најчешће округли, квадратни, овални и дугуљасти или правоугаони, што одговара најчешћим облицима стола. Људи обично купују столњаке по мери, а неки одлучују да направе свој.

## Материјали
Данас, столњаци су обично направљени од памука, материјала који се може чистити, али могу бити готово било ког материјала, укључујући и осетљиве тканине као што су вез свиле.

## Историја
У многим европским културама бели, или углавном бели, столњаци били су стандардни покривачи за сто, током вечере. У каснијем средњовековном периоду, ширење висококвалитетног белог платна или памучне тканине био је важан део припреме за гозбу у богатом домаћинству. Временом је обичај слагања посуђа на столњак постао уобичајен за већину друштвених класа осим за најсиромашније. Како су се у 20. веку прехрамбене навике мењале, развио се много већи распон стилова постављања стола. Неке формалне вечере и даље користе беле столњаке, често дамаст, али могуће су и друге боје.

## Посебни случајеви
Крпе и салвете Перуђа израђене су од средњег века. Белe сy, са карактеристичним плавим пругама.
Викторијански ентеријери били су препуни густих, украшених завеса и столњацима који су се пружали до пода на било којој врсти стола.